# Pax Ottomana
Pax Ottomana (în traducere „Pacea Otomană”) este termenul folosit pentru descrierea perioadei de pace relativă, de stabilitate economică și socială la care s-a ajuns în teritorile cucerite de Imperiul Otoman în Balcani, Anatolia, Orientul Mijlociu și Caucaz în perioada de maximă putere a imperiului din secolele al XVI-lea și al XVII-lea.
Termenul este folosit în special de istoricii care iau în considerație aspectele pozitive ale dominației otomane din sus-numitele regiuni. Aceștia compară perioada de stabilitate și prosperitate relativă după cucerirea otomană cu cea de instabilitate de după înfrângerea imperiului în Primul Război Mondial, când doar Anatolia și Tracia Răsăriteană au mai rămas sub controlul turcilor. 
Termenul este derivat din mult mai cunoscuta Pax Romana, „Pacea Romană”. 